# Anaxímenes de Làmpsac
|  | Per a altres significats, vegeu «Anaxímenes (desambiguació)». |

Anaxímenes (en grec antic: Ἀναξιμένης, llatí: Anaximenes) fou un retòric i historiador de l'antiga Grècia, natural de Làmpsac, fill d'Arístocles i deixeble del gramàtic Zoilos i del filòsof Diògenes el Cínic.
Era contemporani d'Alexandre el Gran, a qui es diu que havia instruït, i a qui va acompanyar a la seva expedició a Àsia, segons diuen la Suda i Eudòxia Macrembolitissa. Pausànias diu que va salvar la seva ciutat de les ires d'Alexandre, quan els seus habitants s'havien posat al costat dels perses. Els ciutadans de Làmpsac li van dedicar una estàtua a Olímpia.
Va escriure tres llibres: una història de Filip de Macedònia formada almenys per 8 volums. Una història d'Alexandre el gran en almenys dos volums. Una història de Grècia que Pausànias anomena τὰ ἐν Ἕλλησιν ἀρχαῖα, però que és citada amb més freqüència com πρώται ἱστορίαι o πρώτη ἱστορία per Ateneu de Nàucratis i Diodor de Sicília, en 12 volums, que explica la història de Grècia des de les primeres èpoques fins a la Batalla de Mantinea i la mort d'Epaminondes. Era un retòric molt hàbil, i en aquesta obra calumniava les tres ciutats més importants de Grècia, Esparta, Atenes i Tebes, que va publicar amb el nom de Teopomp, el seu enemic personal, tot imitant-ne l'estil. Aquesta obra va circular per tota Grècia, i va contribuir al desprestigi de Teopomp. Plutarc diu que l'obra estava plena de discursos retòrics mal composts, i la censura obertament.
Anaxímenes va tenir certa reputació com a professor de retòrica i com a orador, tant a les assemblees com als tribunals de justícia, segons Dionisi d'Halicarnàs, i també va escriure discursos per a altres oradors.